# Frank Karreman
Frank Karreman (Rotterdam, 1 oktober 1983) is een Nederlands voetballer, die uitkwam voor HFC Haarlem van 2007 tot 2010. Hij speelde daarvoor van 2003 tot 2007 voor FC Emmen en daarvoor een seizoen voor FC Utrecht.

## Carrière
| Seizoen        | Club          | Land      | Competitie                       | Wed. | Goals |
| -------------- | ------------- | --------- | -------------------------------- | ---- | ----- |
| 2002/03        | FC Utrecht    | Nederland | Eredivisie                       | ?    | ?     |
| 2003/04        | FC Emmen      | Nederland | Eerste divisie                   | 28   | 1     |
| 2004/05        | FC Emmen      | Nederland | Eerste divisie                   | 31   | 0     |
| 2005/06        | FC Emmen      | Nederland | Eerste divisie                   | 36   | 0     |
| 2006/07        | FC Emmen      | Nederland | Eerste divisie                   | 30   | 1     |
| 2007/08        | HFC Haarlem   | Nederland | Eerste divisie                   | 33   | 1     |
| 2008/09        | HFC Haarlem   | Nederland | Eerste divisie                   | 30   | 0     |
| 2009/10        | HFC Haarlem   | Nederland | Eerste divisie                   | 18   | 0     |
| 2009/10        | RVVH          | Nederland | Zaterdag Hoofdklasse A           | 1    | 0     |
| 2010/11        | RVVH          | Nederland | Zaterdag Hoofdklasse B           | ?    | ?     |
| 2011/12        | RVVH          | Nederland | Zaterdag Hoofdklasse B           | ?    | ?     |
| 2012/13        | RVVH          | Nederland | Zaterdag Hoofdklasse B           | ?    | ?     |
| 2013/14        | RVVH          | Nederland | Zaterdag Hoofdklasse B           | ?    | ?     |
| 2014/15        | vv Capelle    | Nederland | Topklasse zaterdag               | ?    | ?     |
| 2015/16        | vv Capelle    | Nederland | Topklasse zaterdag               | ?    | ?     |
| 2016/17        | vv Capelle    | Nederland | Topklasse zaterdag               | ?    | ?     |
| 2017/18        | vv Capelle    | Nederland | Topklasse zaterdag               | ?    | ?     |
| 2018/19        | VV Smitshoek  | Nederland | Zaterdag Hoofdklasse A (2018/19) | ?    | ?     |
| Totaal         | Totaal        | Totaal    | Totaal                           | 207  | 3     |
| Bijgewerkt tot | 14 maart 2010 |           |                                  |      |       |